# نه تا پنج
نه تا پنج (Nine to Five) فیلمی کمدی محصول سال ۱۹۸۰ میلادی است. فیلم در زمان خود توانست به فروشی حدود ۱۰۳ میلیون دلار دست یابد.
داستان فیلم حول تلاش‌های سه کارمند زن اداره برای انتقام گرفتن از رئیس «ظالم، سکسیست، دروغ‌گو، ریاکار، خودخواه و معتصب» خود است.
نام فیلم برگرفته از ساعت معمول کاری در غرب است. بعدها مجموعه تلویزیونی نیز برگرفته از این فیلم ساخته شد.

## جوایز
این فیلم کاندیدای اسکار بهترین موسیقی در سال ۱۹۸۱ شد.